# Saison 9 de Navarro
Chronologie
Saison 8 Saison 10
Cet article présente la liste des différents épisodes de la neuvième saison de la série télévisée Navarro.

## Distribution[1]
- Roger Hanin (Antoine Navarro)
- Emmanuelle Boidron (Yolande Navarro)
- Maurice Vaudaux (Commissaire divisionnaire Waltz)
- Jacques Martial (Bain-Marie)
- Catherine Allegret (Ginou)
- Daniel Rialet (Inspecteur Joseph Blomet)
- Christian Rauth (Inspecteur René Auquelin)

## Épisodes

### Épisode 1
Sylvie Granotier (Olivia Morland)

Nicolas Giraudi (François Chevalier)

Axelle Laffont (Isabelle Chevalier)

Jean-Loup Wolff (le docteur Robert)

### Épisode 2
Marion Beulque alias Marion Valantine (Vanessa Ducroc)

Francis Renaud (Richard Dufresne)

Photini Papadodima (Sandra)

Luc Lavandier (Franck)

### Épisode 3
Jacques Penot (Gilbert Fernac)

Jacques Martial (Bain-Marie)

Béatrice Bencsik (Suzanne Mérignon)

Roch Leibovici (Cédric Mouton)

Corinne Le Poulain (la mère de Cédric Mouton)

Yann Babilée (Kadaresky)

### Épisode 4
Roland Magdane (Dimitri Povarevski)

Laura Favali (Léa Bou-Saïd)

Corinne Marchand (Mylène Tordjmanescu)

Hugues Quester (Leguennec)

Jean Girard (Philippe Jansen)

### Épisode 5
Laurence Février (Laure Ducreux)

Pascale Arbillot (Anne-Lise Bellec)

Jean-Pierre Germain (Xavier Bellec)

Anne Kreis (Micheline Darlant).